# 파리의 별빛 아래
"파리의 별빛 아래"(프랑스어: Sous les étoiles de Paris)는 2020년 공개된 프랑스와 벨기에의 드라마 영화이다.

## 출연
- 카트린 프로 - 크리스틴 역
- 마하마두 야파 - 술리 역
- 장앙리 콩페르 - 파트리크 역